# Laubholz-Knäueling
Der Laubholz-Knäueling (Panus conchatus, syn. Lentinus conchatus, L. percomis, L. torulosus und Panus torulosus), auch Glatter, Birken- oder Veränderlicher Knäueling, ist eine Pilzart aus der Ordnung der Stielporlingsartigen (Polyporales).

## Merkmale

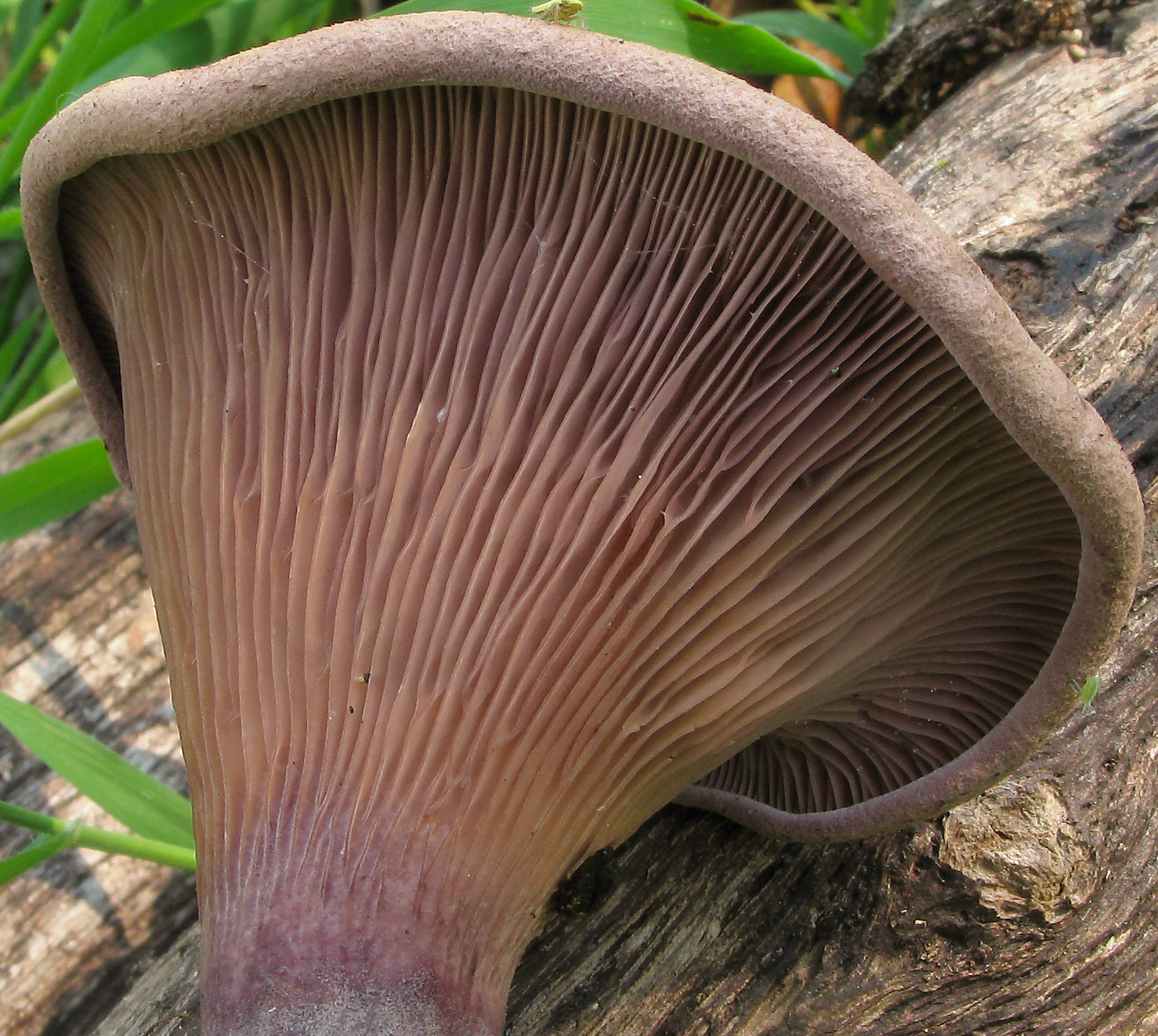
Blick auf die Hutunterseite des Laubholz-Knäuelings mit den dicht gedrängt stehenden Lamellen

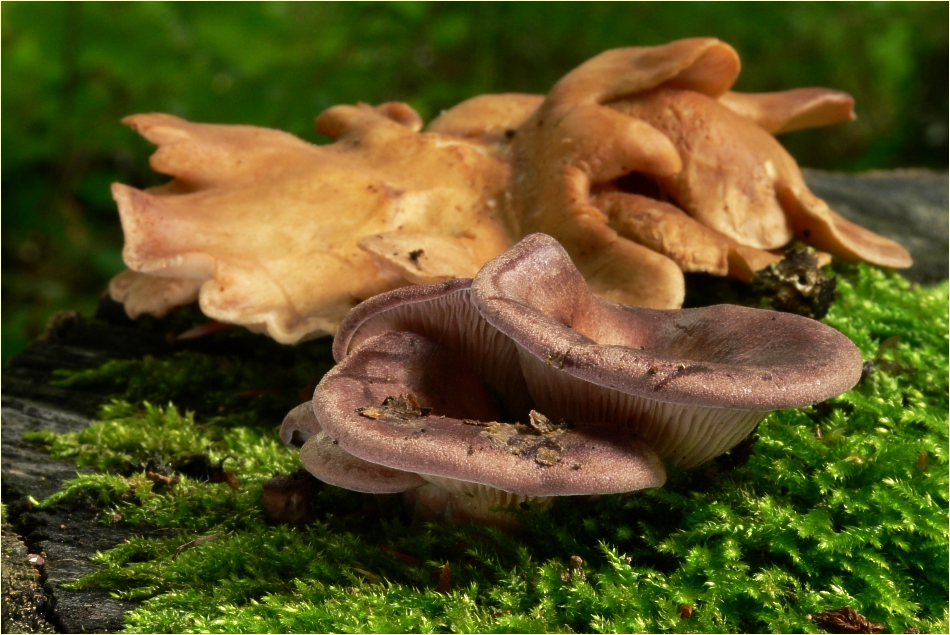
Junge, violett getönte und ältere, ockerfarbene Fruchtkörper

Der Laubholz-Knäueling ist ein sehr veränderlicher und vielgestaltiger Pilz. Die muschel- bis fächerförmigen Fruchtkörper wachsen in der Regel in büscheligen Knäueln, seltener einzeln. Der 4–10 cm breite Hut ist jung lila bis weinrot gefärbt und blasst im Alter ockerfarben aus. Die Oberfläche ist glatt, lediglich ältere Exemplare sind schwach schuppig beschaffen. Der Hutrand ist anfangs eingerollt, später glatt und scharf. Die schmalen Lamellen stehen dicht gedrängt und laufen am kurzen, filzigen Stiel herab. Sie haben jung eine weiße, später gelbliche bis hellockerliche Farbe und sind violett angehaucht. Die Lamellenschneiden sind ganzrandig. Das Sporenpulver ist cremeweiß. Der zentrale oder seitliche Stiel ist kurz, kann auch fehlen oder mit Stielen anderer Fruchtkörper verwachsen sein. Er ist voll und hat eine feste, zähe Konsistenz. Ansonsten ist das Fleisch des Laubholz-Knäuelings lederig-zäh. Es riecht angenehm, der Geschmack ist mild bis etwas bitterlich und zusammenziehend.

## Ökologie
Der Laubholz-Knäueling ist ein holzbewohnender Saprobiont, der in Laubholzstrünken, seltener in liegenden, dicken Ästen eine Weißfäule verursacht. Das bevorzugte Substrat ist Rotbuche, daneben Birken und weitere Laubhölzer. Selten besiedelt der Pilz auch Nadelholz. Er hat eine Vorliebe für subozeanische, sommerfeuchte, wintermilde Lagen und meidet eher kontinentales Klima mit trockenen Sommern und kalten Wintern. Die Art kommt in Rotbuchenwäldern, gelegentlich in Hainbuchen-Eichenwäldern und Hartholzauen vor. Außerhalb von Wäldern ist sie manchmal in Hecken oder Parkanlagen zu finden.

## Verbreitung
Der Laubholz-Knäueling ist weit verbreitet, Vorkommen sind aus Australien, Papua-Neuguinea, Asien (tropische bis subarktische Gebiete), Nordamerika und Europa (Mittelmeergebiet bis Skandinavien) bekannt. In Deutschland kommt er zerstreut, mit regionalen Verdichtungs- und Auflockerungsbereichen, vor.

## Bedeutung
Der Laubholz-Knäueling ist als Holzbewohner unbedeutend, als Speisepilz ist er aufgrund der zähen Konsistenz und des oft bitterlichen Geschmacks nicht geeignet.

## Taxonomie und Systematik
Die Art wurde 1787 durch Jean Baptiste François Bulliard im siebten Band seines Werks Herbier de la France (erschienen 1787 bis 1789) als Agaricus conchatus erstbeschrieben und 1838 durch Elias Magnus Fries in die von ihm neu aufgestellte Gattung Panus transferiert. Dabei legte er Panus conchatus als deren Typspezies fest. Über die Eigenständigkeit der Gattung Panus und deren Verhältnis zur (von Fries im selben Werk erstbeschriebenen) Gattung Lentinus (Sägeblättlinge) gab es lange Zeit unter Mykologen keine Einigkeit. Der einflussreiche Mykologe Rolf Singer vereinte fast alle Arten der Verwandtschaft in einer weit gefassten Gattung Panus in der Familie der Polyporaceae, während sein Kollege David Norman Pegler Panus nur als Untergattung einer weitgefassten Gattung Lentinus einstufte. Durch genetische Studien wurde seit etwa 1999 nach und nach klar, dass beides getrennte Gattungen sein müssen. Ebenso instabil war die Familienzuordnung. Panus wurde nacheinander in die Agaricaceae, Polyporaceae, Tricholomataceae und Meruliaceae eingeordnet. 2017 stellten Otto Miettinen und Kollegen von der Universität Helsinki für Panus und die nahe verwandte Gattung Cymatoderma eine neue Familie Panaceae auf. Diese Einstufung wurde akzeptiert und hat sich durchgesetzt.
Die Gattung Panus umfasst in moderner Auffassung mehr als 100 Arten, mit Verbreitungsschwerpunkt in trockenen (ariden) und warmen Klimaten, vor allem der Tropen. Im gemäßigten (temperaten) Klima Europas ist nur eine weitere Art zu berücksichtigen, der Borstiger Knäueling Panus lecomtei (syn. Panus neostrigosus).